# Chrysoblastella chilensis
Chrysoblastella chilensis är en bladmossart som beskrevs av Hermann Johann O. Reimers 1926. Chrysoblastella chilensis ingår i släktet Chrysoblastella och familjen Ditrichaceae. Inga underarter finns listade i Catalogue of Life.